# 木村儀三郎
木村 儀三郎（きむら ぎさぶろう、1914年 - 1978年）は、日本の画家。旧姓は川村。

## 略歴
- 1914年 - 川村由治郎（染物屋）の長男として鶴岡町（現・鶴岡市）に生まれる。
- 1932年 - 山形県立鶴岡中学校（現・山形県立鶴岡南高等学校）卒業。
- 東京美術学校（現・東京芸術大学）図案部卒業。
- 理化学研究所 入社。
- 兵役を経る。
- 農学博士・木村和誠の娘婿となる。
- 鶴岡で美術教師となる。
- 1971年 - 教員を退職。
- 1978年 - 死去。

## 著名な親族
- 兄：川村智保（画家）
- 義父：木村和誠（農学博士）

## 参考資料
- 『庄内人名辞典』（編集：酒井忠治・酒井忠一・犬塚幹士、発行：庄内人名辞典刊行会）